# Sensualisme (filosofia)
El sensualisme és una opció epistemològica segons la qual el coneixement es recolza necessàriament en les sensacions. És l'oposat epistemològic del realisme. El principi de base és la locució llatina «Nihil est in intellectu quod non antea fuerit in sensu», o en català «No hi ha res en el nostre coneixement que no hagi sigut abans en els nostres sentits». El mot va ser proposat per primera vegada el 1804 en l'obra Història comparada dels sistemes de filosofia considerats en relació als principis del coneixement humà, de Joseph Marie de Gérando. Es considera filòsofs sensualistes: Aristòtil, Tomàs d'Aquino, George Berkeley, Étienne Bonnot de Condillac, David Hume, Epicur, William James, John Locke o Friedrich Nietzsche.
El sensualisme, sense encara tenir el nom, era una idea molt corrent en la filosofia clàssica. Els deixebles d'Arístip de Cirene, els cínics, els sofistes, escèptics, estoics, tots tenen una base sensualista, tot i que les seves idees són molt divergents; d'aquests, els més coneguts són Antístenes, Protàgores, Gòrgies, Epicur, Zenó, Sext Empíric i Pirró d'Elis.
En l'edat mitjana, Tomàs d'Aquino va reprendre la idea sensualista en les seves Qüestions sobre la veritat. Per a l'esperit medieval, concebre una cognició del món que només depengués dels sentits, sense cap paper per a Déu, era difícil d'acceptar. L'escepticisme pur i el sensualisme antic van ser considerats com una heretgia, però el principi sensualista va ser acceptat en explicar-lo per la presència permanent de l'Esperit Sant en l'ànima de cada persona.
Més tard, John Locke, un dels precursors de la Il·lustració, va revifar el principi tomístic en continuar l'anàlisi de Thomas Hobbes i en crear, al segle xvii, el moviment de l'empirisme britànic, que propagà, entre d'altres, el mètode empíric basat en observacions amb els sentits. Per tal de comprendre el món i treure'n conclusions científiques vàlides, l'observació sensual preval sobre l'anàlisi i la deducció de texts sagrats o filosòfics. Només accepta el mètode deductiu en les matemàtiques. No nega l'existència de déu, però a diferència d'Aquino, el situa com un principi abstracte en l'esfera privada de cada persona, que no influeix la realitat, ja que, aquesta, només pot explicar-se per l'observació científica rigorosa. Locke és la base del sensualisme modern.
En la seva crìtica contra el sensualisme, Gottfried Wilhelm Leibniz va afegir-hi «…excipe: nisi ipse intellectus», o «excepte el mateix intel·lecte», que segons ell escapa a l'observació pels sentits. L'Església catòlica va condemnar el sensualisme en l'encíclica Pascendi Dominici Gregis, promulgada pel papa Pius X i escrita principalment pel caputxí català Josep de Calassanç Vives i Tutó.